# 53311 Deucalião
53311 Deucalião é um cubewano. Foi descoberto em 18 de abril de 1999 pela Deep Ecliptic Survey, recebendo a designação provisória de 1999 HU11. Possui um diâmetro de 211 quilômetros, e orbita o Sol a uma distância média de 43,916 UA em um período de 291,03 anos.